# Rudolf Fleischer

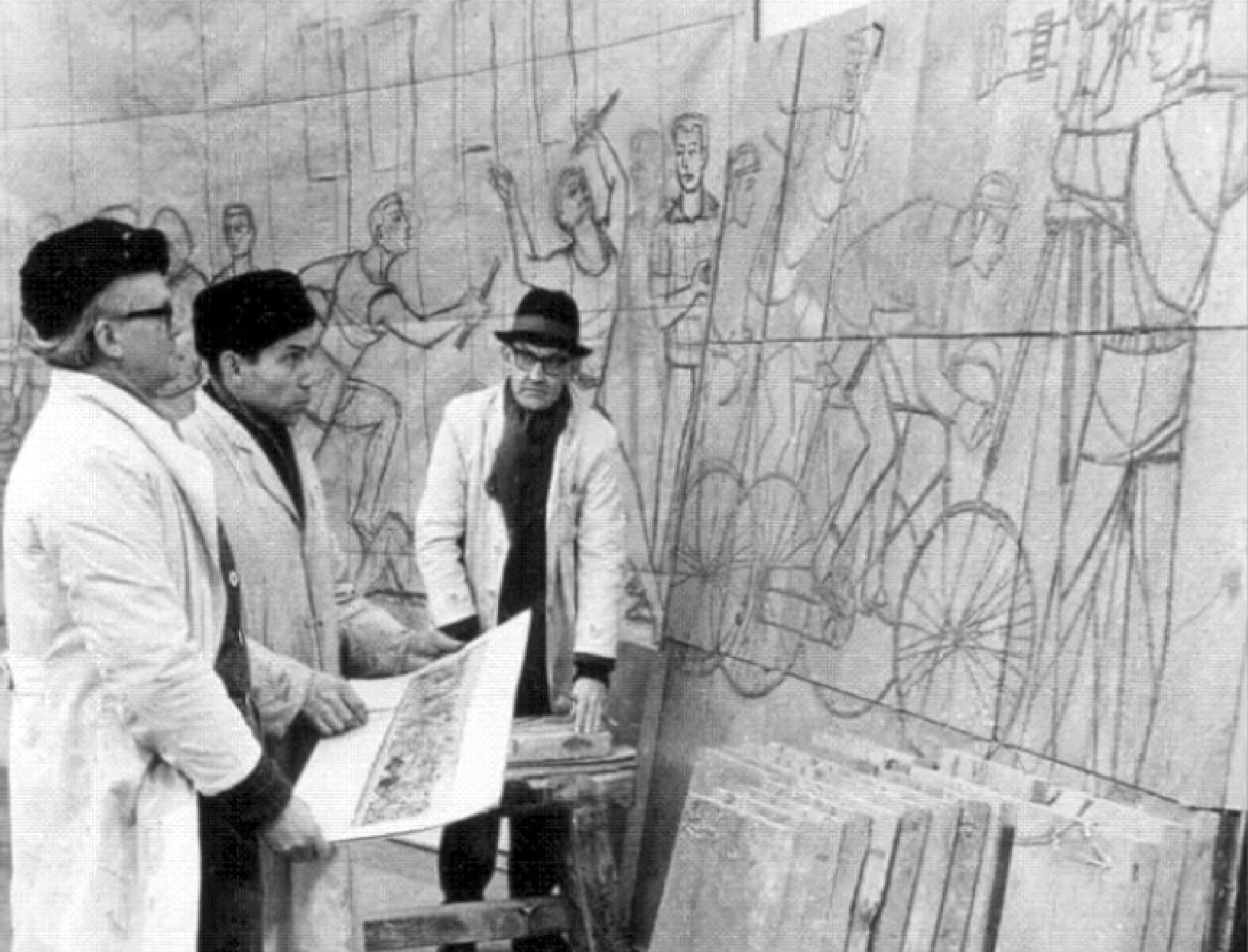
Rudolf Fleischer (1. v. l.) bei den Arbeiten zu den Bleiintarsien

Rudolf Fleischer (* 25. März 1915 in Zschopau; † 6. Februar 1984 in Karl-Marx-Stadt) war ein deutscher Maler und Grafiker.

## Leben
Rudolf Fleischer absolvierte zunächst eine Lehre als Dekorationsmaler. Von 1933 bis 1939 studierte er an der Akademie für Kunstgewerbe in Dresden bei Alexander Baranowsky, Börner, Walter und Erich Zschiesche und von 1942 bis 1943 an der Hochschule für Bildende Künste Dresden bei Hanns Hanner. Er wurde dann zur Wehrmacht eingezogen und nahm am Zweiten Weltkrieg teil.
Nach der Entlassung aus der Kriegsgefangenschaft war er in Chemnitz bzw. Karl-Marx-Stadt freischaffend als Künstler tätig. Fleischer war Mitglied im Verband Bildender Künstler der DDR.

## Werke
- 1951 Auf der Schüttmauer, Öl
- 1951 Bau der Sperrmauer, Öl

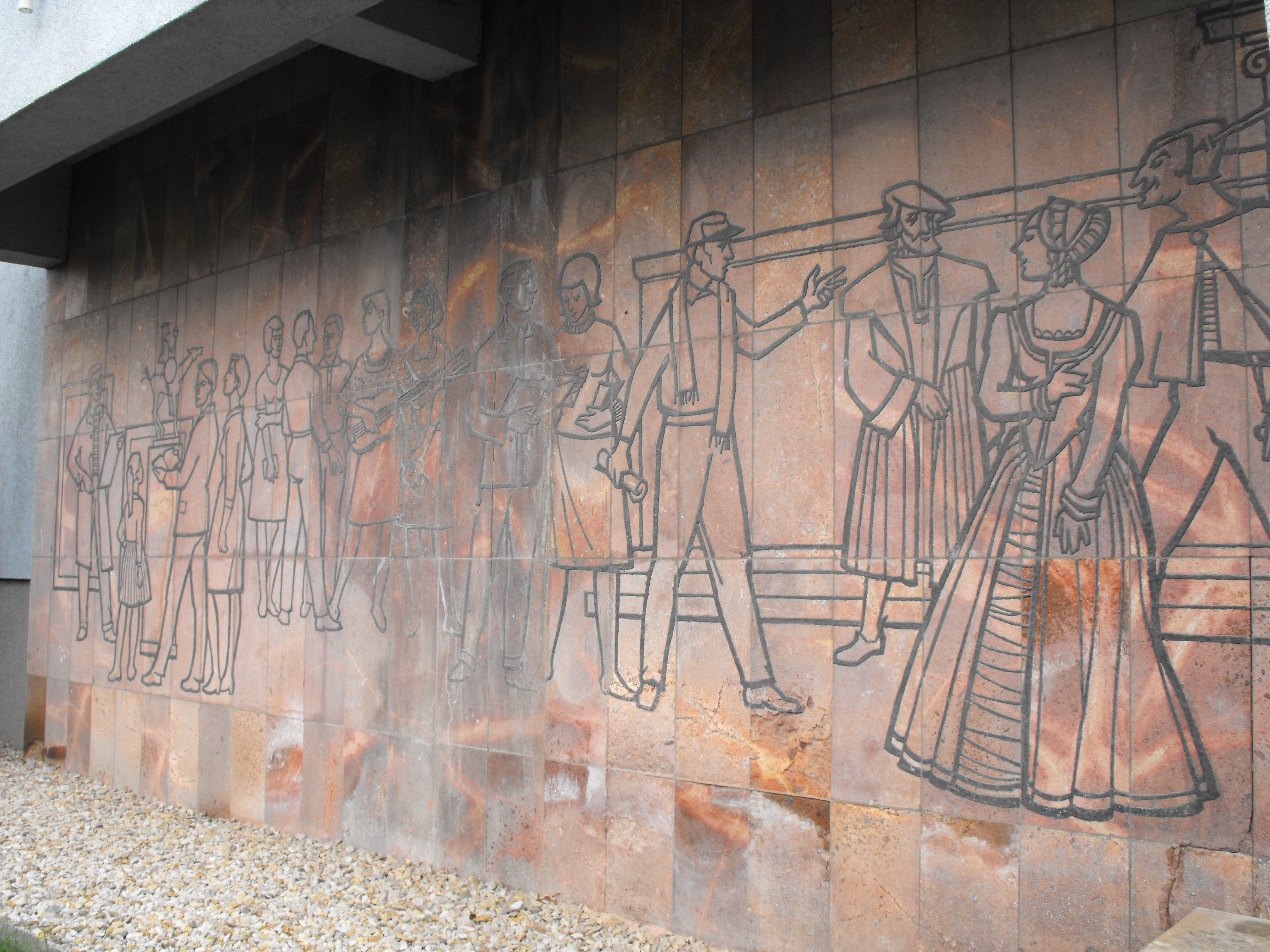
Bleiintarsien in der Chemnitzer Brückenstraße

- 1951 Sosa mit Unterkünften. Am Morgen, Öl
- 1953 Künstlerische Ausgestaltung Foyer Kino Gelenau
- 1952 Zyklus Meine Heimatstadt.[1]
- 1964/1965 Bleiintarsien in der Chemnitzer Brückenstraße in Zusammenarbeit mit Robert Diedrichs, Rudolf Kraus und Johannes Belz

## Ausstellungen
- 1948: Zwickau, Städtisches Museum („Schau der Jüngsten. Maler, Graphiker, Bildhauer“)

- 1948 3. Ausstellung Erzgebirgischer Künstler, Freiberg[2]
- 1948 Mittelsächsische Kunstausstellung, Chemnitz, Schlossberg-Museum, und Glauchau, Stadt- und Heimatmuseum Glauchau[3]

- 1950 Mittelsächsische Kunstausstellung. „Künstler kämpfen für den Frieden“, Chemnitz, Schlossbergmuseum
- 1959, 1960 und 1961 Kunstausstellung des Bezirkes Karl-Marx-Stadt
- 1963 Ausstellung 10 Jahre Architektur, bildende Kunst und bildnerisches Volksschaffen in Karl-Marx-Stadt[4]
- 1976 Jugend und Jugendobjekte im Sozialismus, Karl-Marx-Stadt, Städtische Museen
- 1982 Bildnis + Gruppe, Ausstellung der Sektion Maler und Grafiker des VBK/DDR, Karl-Marx-Stadt
- 1984/1985 Retrospektive 1945 – 1984. Bildende Kunst im Bezirk Karl-Marx-Stadt, Karl-Marx-Stadt, Städtisches Museum am Theaterplatz
- 1985 Bezirkskunstausstellung Karl-Marx-Stadt